# McDonald Brook (dopływ East River of Pictou)
McDonald Brook – strumień (brook) w kanadyjskiej prowincji Nowa Szkocja, w hrabstwie Pictou, płynący w kierunku północnym i uchodzący do East River of Pictou; nazwa urzędowo zatwierdzona 12 grudnia 1939.